# Gastronomía de la provincia de Alicante

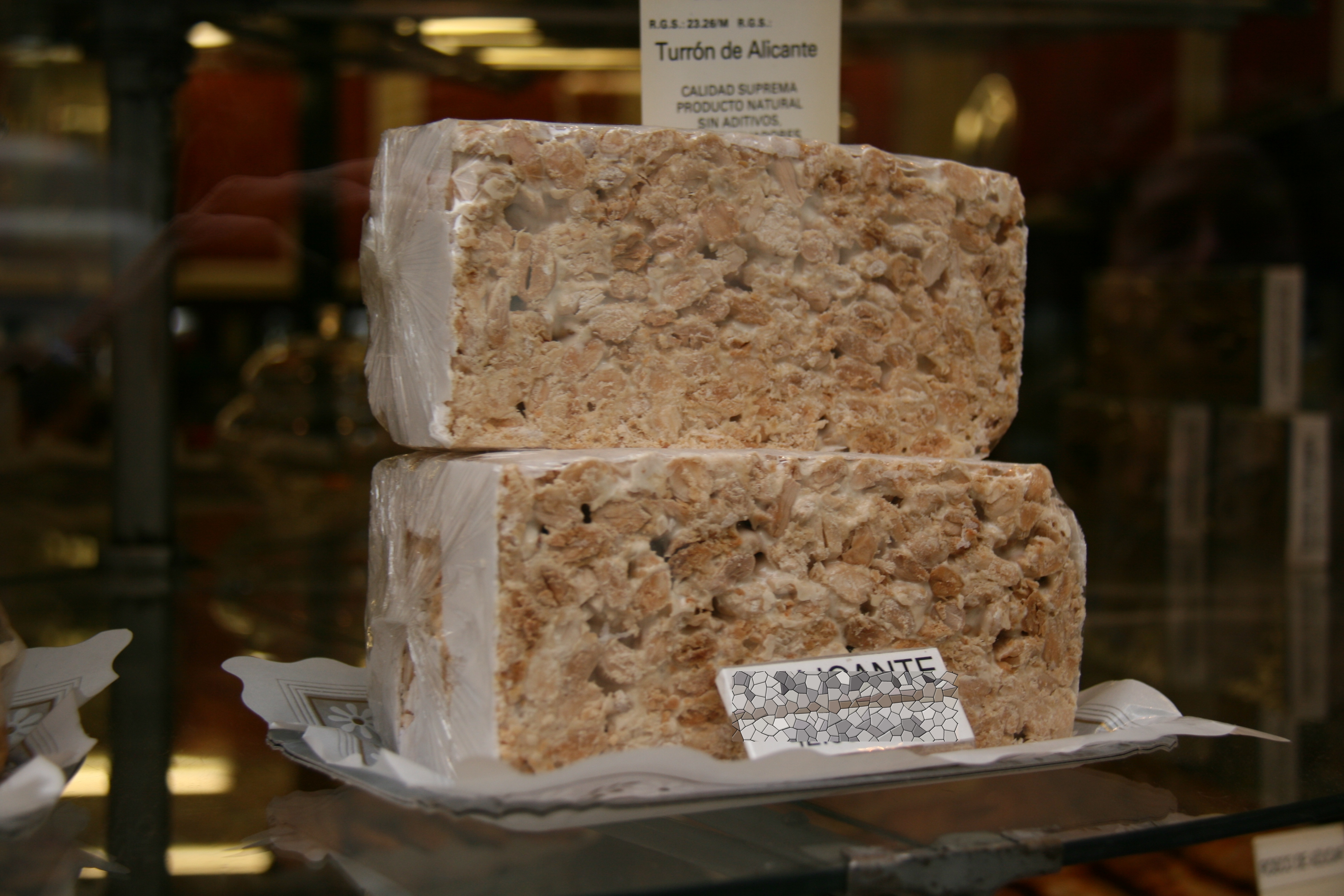
El turrón es uno de los productos de repostería más afamados de la provincia.

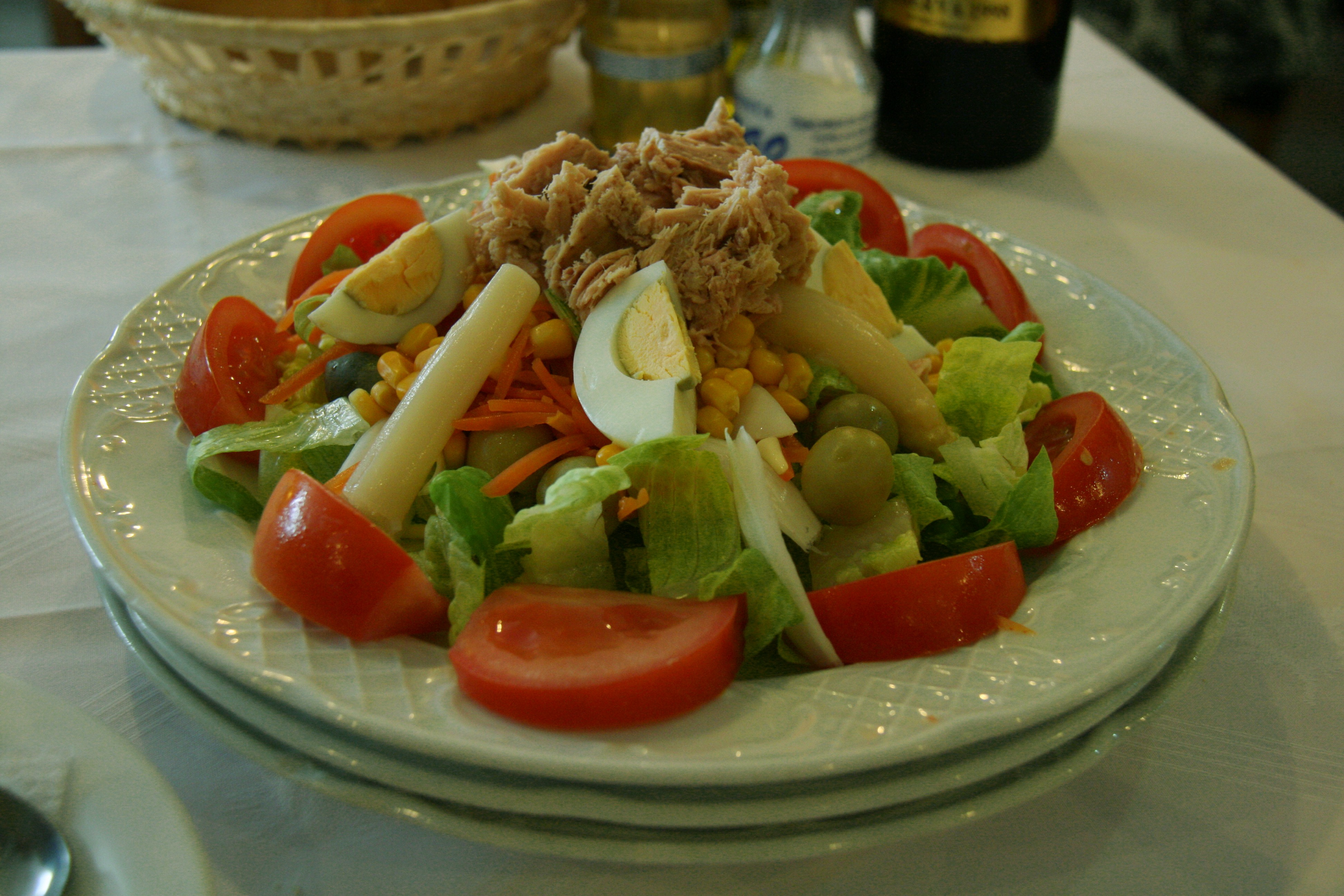
Las ensaladas emplean productos de las huertas.

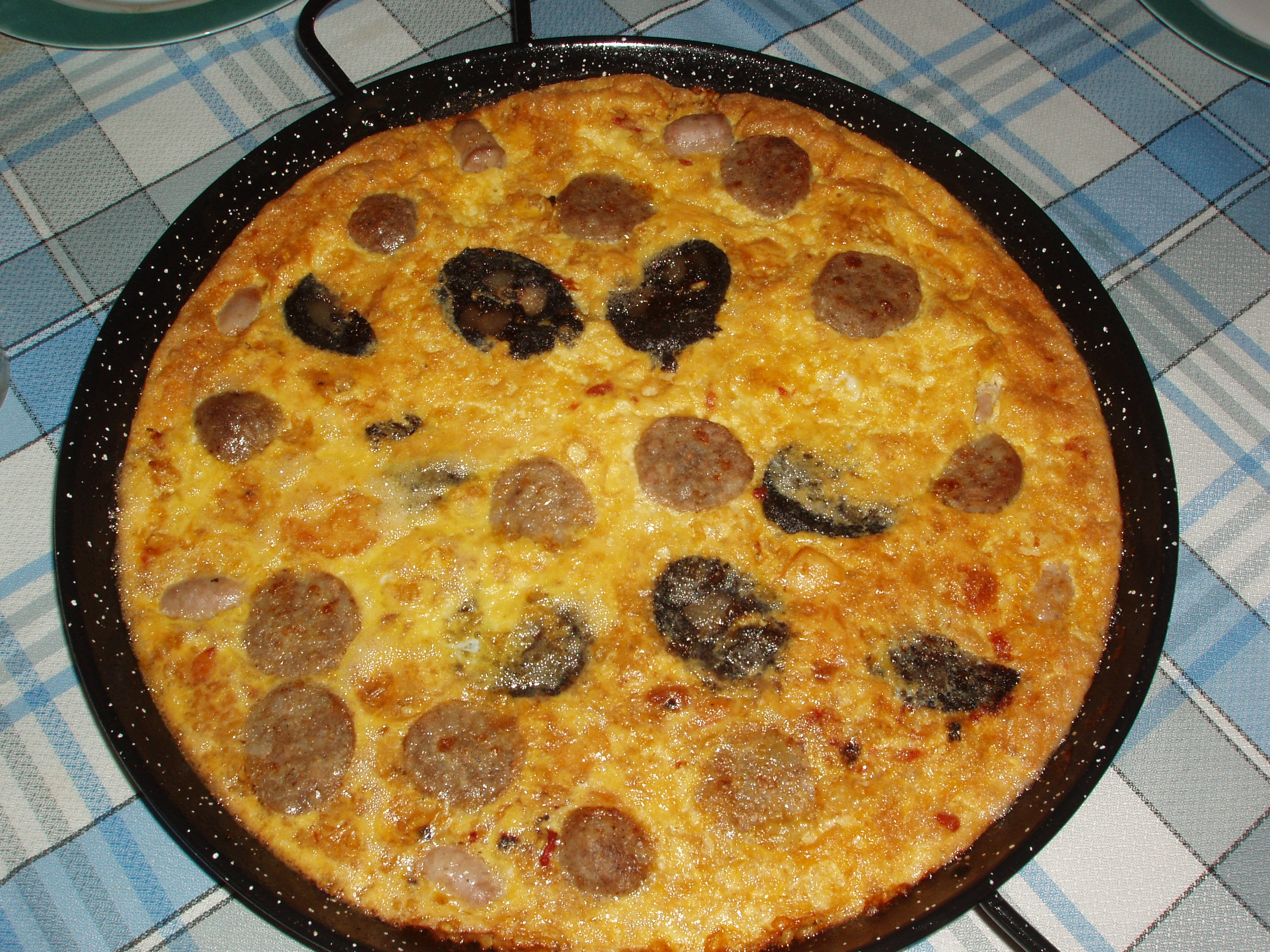
Arroz con costra, ejemplo de los guisos de arroz populares en todo el Levante.

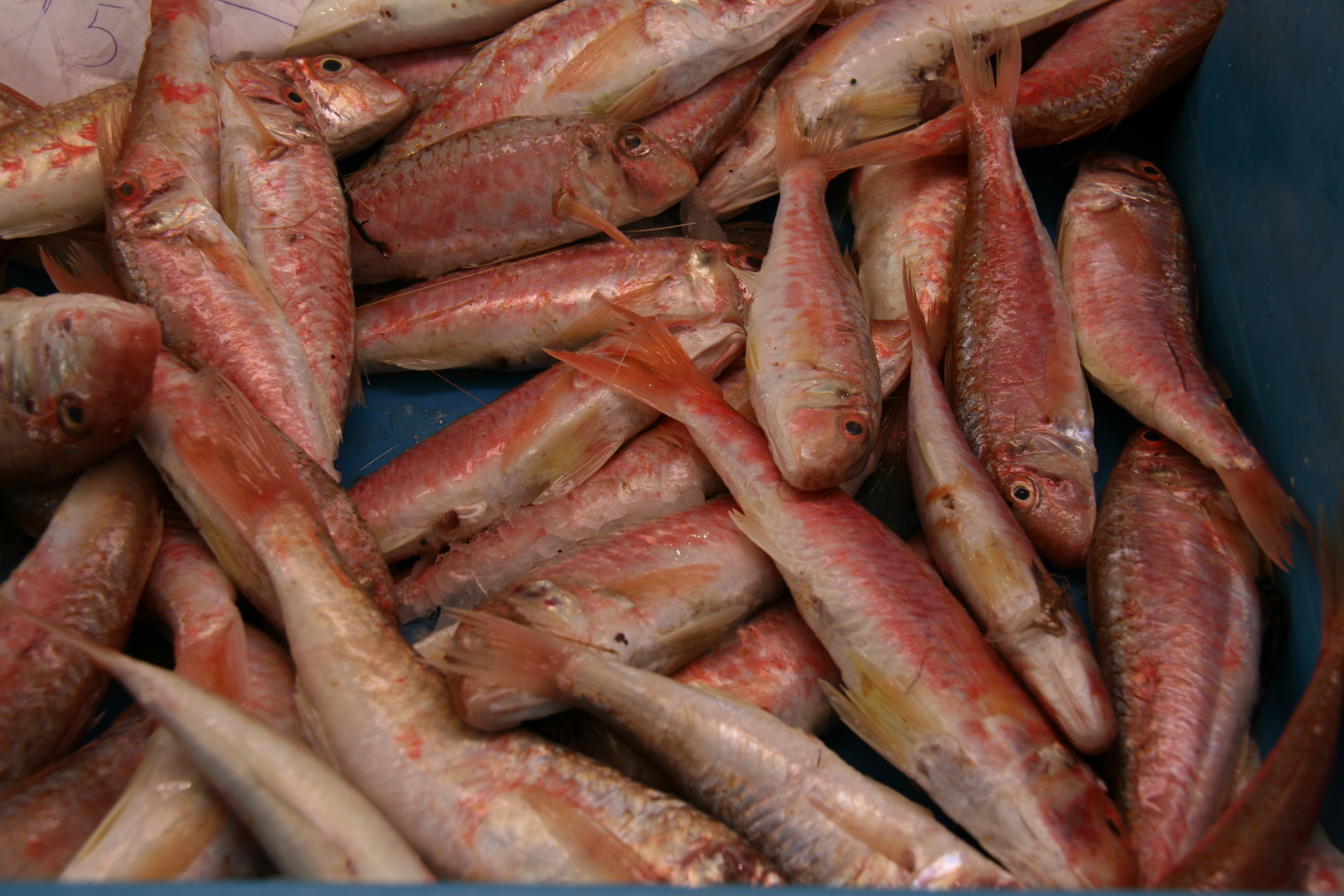
Salmonetes de Calpe.

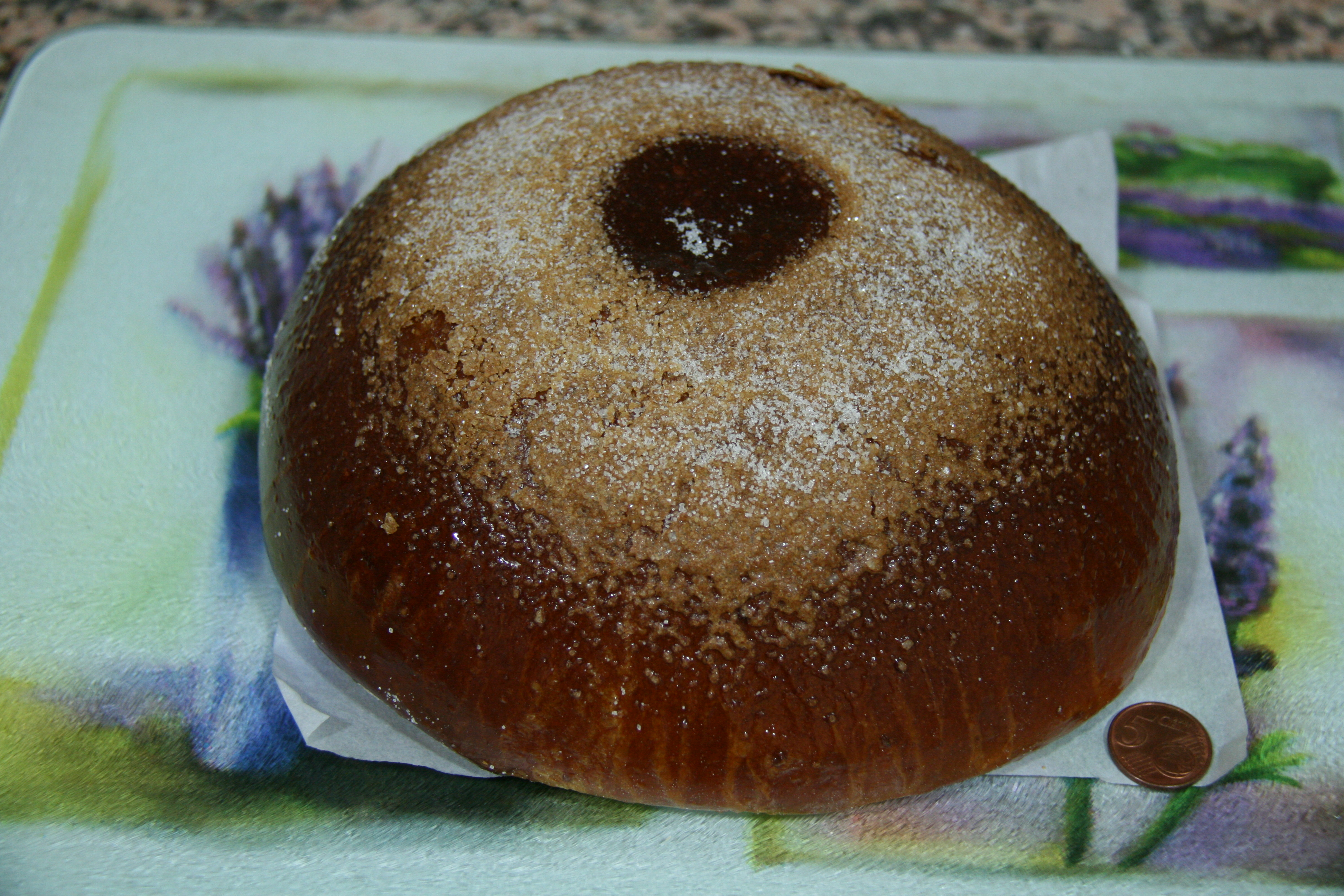
Toña alicantina.

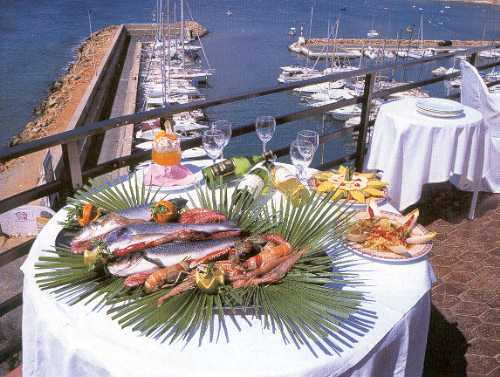
El turismo ha potenciado la gastronomía local, al mismo tiempo se ha visto sometida a transformaciones y adaptaciones de los nuevos gustos.

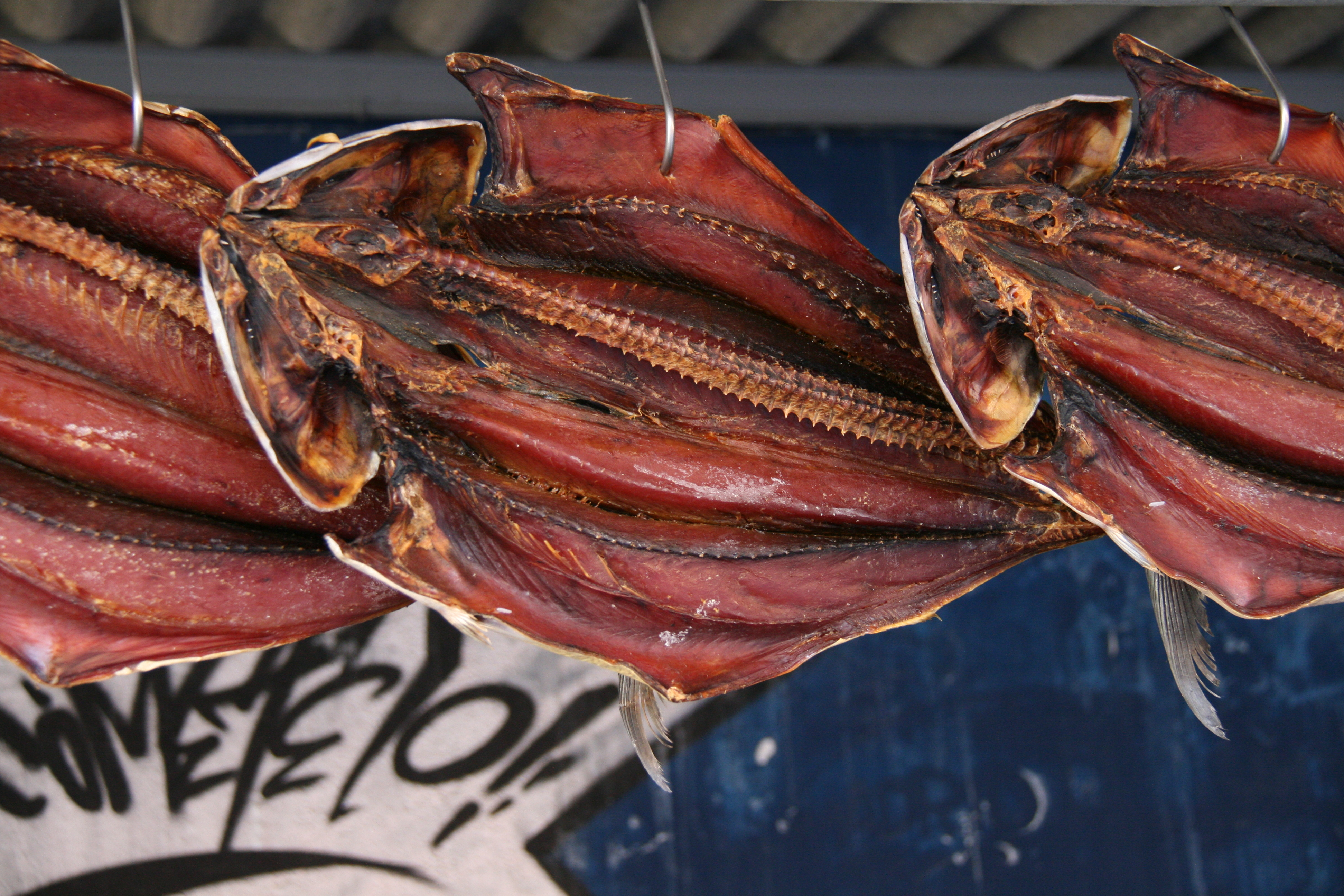
Las salazones y pescados curados al aire son muy habituales en la culinaria alicantina.

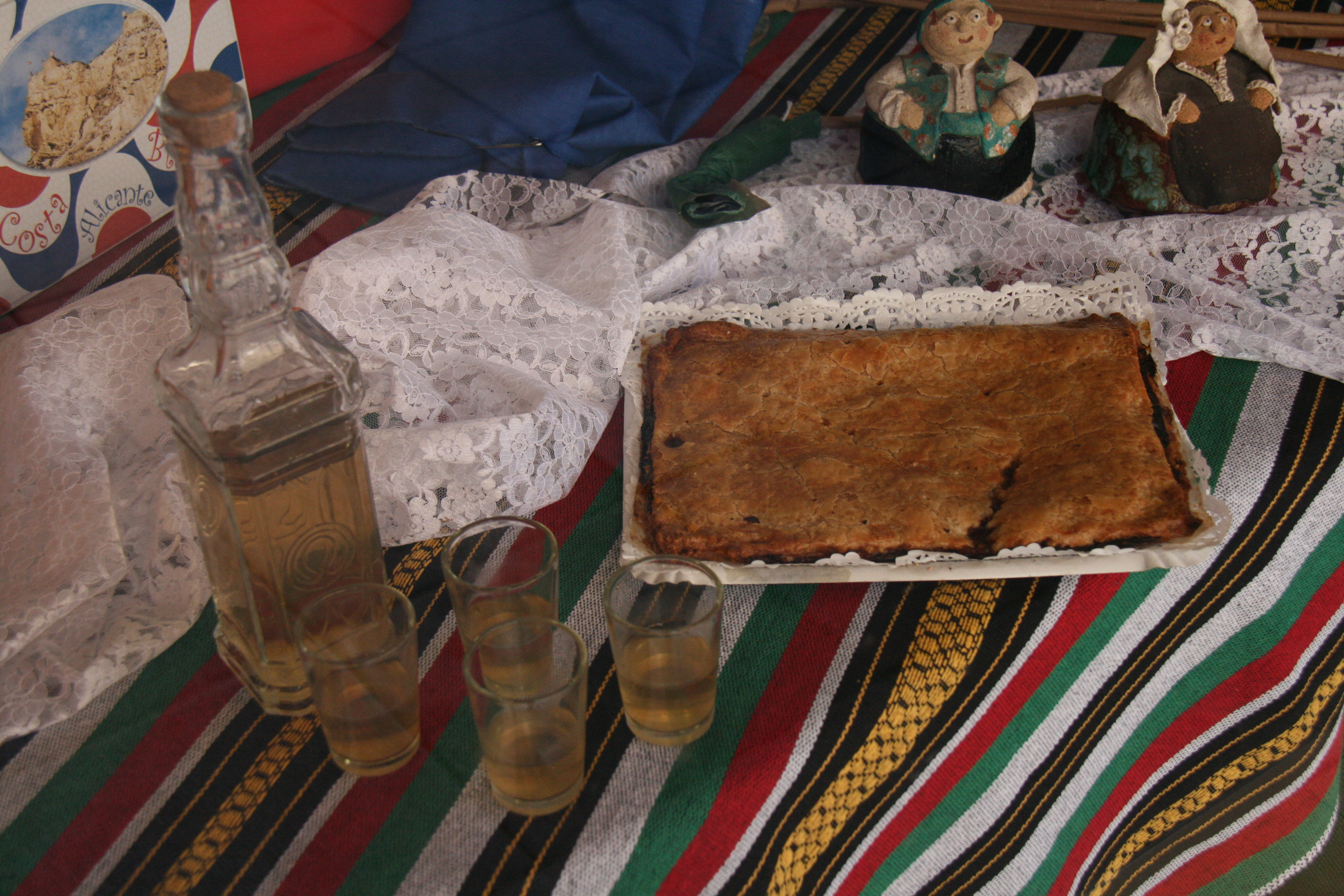
La coca amb tonyina y la botella de mistela.

La gastronomía de la provincia de Alicante es el conjunto de platos y costumbres culinarias que se encuentran en la provincia valenciana de Alicante, (España). La provincia tiene dos zonas gastronómicas diferenciadas: la costa y el interior. En la costa son más típicos los platos con pescados y productos del mar, mientras que en la montaña y en el interior se dan platos más propios de esas zonas, con más influencia de carnes y productos del campo. Siendo Alicante un cruce de caminos, se comparten influencias de la cocina valenciana, de la murciana e incluso algunas de la manchega. En general puede decirse que abundan los arroces, con una amplia gama de paellas, y una gran variedad de productos del mar, guisos, y productos de la huerta. En Alicante abundan además los productos de panadería y repostería.
El empleo de bebidas refrescantes es muy habitual en los meses calurosos de verano, encontrándose fácilmente puestos en los que se comercializa la horchata de chufa con fartones, el agua de cebada, el agua de limón, etcétera. De la misma forma son populares licores anisados, que participan en muchas de las festividades de Alicante. La producción y demanda de helados es grande. Cabe destacar que la producción de vinos es importante en la provincia y posee una denominación propia desde mediados del siglo XX.

## Historia
Siendo el Imperio de Roma el que trajo el arroz a las tierras de Alicante (que formaban parte de la provincia Tarraconense), fue posteriormente en el Al-Ándalus cuando, al mejorar los sistemas de riego, el arroz pasó a ser un alimento básico de los alicantinos. La influencia de los musulmanes ha quedado reflejada en algunas preparaciones alicantinas, como por ejemplo el turrón. La producción de vino es importante en la provincia y logra su denominación propia en 1957. La llegada del fenómeno del turismo a España durante los años sesenta hizo que algunos platos alicantinos perdieran su personalidad. Un gran divulgador de la cocina alicantina fue el político José Guardiola y Ortiz que publicó diversos libro monográficos sobre el tema.

## Ingredientes
Las tres cocinas de las tres provincias valencianas giran en torno a tres preparaciones: all i pebre de anguilas, gazpachos y arroces cocidos. En ciertas ocasiones se sirven las comidas en tapas o montaditos. Uno de los más conocidos en Elche son las delicias, unos entrantes formados por un dátil relleno con una almendra y envuelto en panceta frita. En Alcoy y otros municipios alicantinos suelen elaborarse rondas de tapas, tostas y pequeños bocadillos llamados picaeta alcoiana, que consisten en preparaciones con nombres como espardeñes, abisinios, magre i fetge, etcétera.

### Arroces, hortalizas y frutas
Uno de los productos que más identifican a la cocina alicantina es el arroz. Hay un dicho que dice que «el arroz, en Valencia crece y en Alicante se cuece». Este cereal permite la elaboración de todo tipo de paellas, en las que caben variedades de pescado, marisco, pollo, conejo y caracoles, magro de cerdo, verduras y casi cualquier variante imaginable. El arroz se presta a otros platos populares, como el arroz a banda o el arroz con costra, así como otros tipos de arroces caldosos, calderos, y guisos. 
Entre las olletas de arroz (olletes d'arròs), unos guisos populares en la cocina alicantina, se encuentra la olleta alcoyana a base de alubias, pencas, puerro, nabo o patata, carne de cerdo y morcilla, muy apreciado en Moros y Cristianos); la olleta alicantina, compuesto por arroz y legumbres como lentejas o garbanzos; y la olla de Jijona, con faseguras (grandes pelotas de carne picada con pan). Otros guisos como varios tipos de triguico o blat picat, con trigo picado, cerdo y varios otros vegetales.
En todos los platos de arroz se usa azafrán, cúrcuma o colorante alimenticio, para darle la característica tonalidad amarilla. Además se suele usar como condimento la ñora y en algunos platos de arroz preparando un sofrito llamado salmorreta.
En la provincia hay diversos cultivos de frutas y verduras que se exportan por todo el continente. En la zona de Mariola se dan cultivos de cereza. En el valle del Vinalopó hay importantes cultivos de uva de mesa, que cuentan con denominación de origen, como también la tienen los nísperos de Callosa de Ensarriá. En los campos de Alicante y Elche hay cultivos de otros frutales muy típicos de la zona como el limón, la naranja, la granada o la pera. En todas las zonas montañosas del interior es típico encontrar grandes áreas destinadas al cultivo de la almendra. Otros frutos notables son los dátiles de Elche, las uvas pasas, los piñones o las aceitunas. De hecho, un producto universal como la aceituna rellena (conocidas a veces como alcoyanas) es originario de la ciudad de Alcoy, estando allí las principales marcas.
En la Vega Baja se encuentra una de las zonas de huerta más importantes de España. Esta abundancia se ve reflejada en las abundantes y variadas ensaladas. Se dan todo tipo de cultivos, como el pimiento, berenjena, alcachofa, lechuga, los tomates de Muchamiel, melón, sandía, etcétera. Es típico que todas estas especies sean consumidas en la zona, e incluidas en todo tipo de guisos. Las habas frescas se sirven como aperitivo en tortilla de habas, siendo otros platos con hortaliza los pimientos rellenos, las albóndigas con maíz (les pilotes de dacsa, elaboradas con harina de maíz), etcétera. 
En las comarcas del Vinalopó se dan algunas preparaciones culinarias que emplean cereales, como las farinetas, la paniza, la gachamiga y la torta ácima de los gazpachos. En Crevillente se prepara el pa torrat para ser servido en el almuerzo del Viernes Santo. Con el ajo aparece el alioli en variantes diversas, servido como guarnición.

### Carnes
Las carnes más consumidas en los platos de la zona suelen ser el cerdo y el cordero. También son muy comunes los arroces, gazpachos o guisos de todo tipo a base de pollo, conejo, perdiz, codorniz, etcétera. Algunos de los potajes y cocidos son identificadores de la cocina de la provincia, como es el caso de la cocido de pelotas muy típico también de gastronomía de Navidad. También destacan los gazpachos elaborados con diversos ingredientes cárnicos (palomas, conejos, liebres, etcétera), generalmente aderezados con una hierba denominada pebrella y mucha cebolla. Entre las sopas conocidas en la provincia está la sopa de hormigonicos, elaborada como unas gachas con caldo de cocido y harina de trigo.
En Orihuela se elaboran pasteles de carne (influencia del pastel murciano), llamados pasteles de carne de Alcoy. La carne de conejo se suele servir sobre unas tortas que forman parte de los gazpachos alicantinos, las perdices en cazoleta. Existen algunos productos de cerdo que se preparan en forma de embutidos: morcillas (blancas y negras) o la sobrasada de Tárbena. En Villena y Pinoso son típicos los embutidos picantes, como la longaniza y la guarra.

### Pescados y mariscos
La cocina marinera posee algunos guisos de pescado muy tradicionales dentro de la provincia. Algunos de ellos son el caldero de Tabarca, el all i pebre de rape, la borreta, el bollitori, el bacalao meneao, el pescado a la marinera o el esmorzaret alacantí, a base de sardina en salazón, huevo frito y ñora. Algunas variedades de pescado son famosas, como es el caso de los salmonetes de Calpe, el mújol y la sardina asada o a la parrilla. Entre los mariscos específicos se encuentra la gamba rayada de Denia, los erizos del litoral alicantino, los langostinos, calamares, canaíllas, tellinas y mejillones. La tradición marinera es amplia en la provincia, y cuenta con importantes centros pesqueros como Denia, Santa Pola y Torrevieja.
Son muy típicas y comunes las preparaciones con pescado en conserva en forma de escabeches, y sobre todo salazones como las mojamas. Las salazones cubren diversas variedades como la ventresca de atún, la sardina y el bacalao salados, el atún de sorra, los arenques, las huevas, etcétera. Con las salazones se elabora la pericana (pipes i carases), generalmente compuesto por capellanes, ñoras y aceite de oliva.

## Repostería
El producto de repostería que identifica a la provincia es el turrón, del que existe una producción industrial famosa. Existen las variedades de turrón de Alicante (de almendras enteras) y de Jijona (con la almendra picada). Los frutos secos son abundantes y esto se ve reflejado en preparaciones como las peladillas y las almendras garrapiñadas. La provincia posee una larga tradición en la producción de chocolate, estando en Villajoyosa la industria Chocolates Valor, que abastece al resto de España. 
Algunas preparaciones y dulces son frecuentes como el torrat y las orelletes (dulce con forma de oreja) de Alcoy, las coquetes sachinoses y rollos de aguardiente de Villajoyosa, los sequillos, las almojábanas, las tallaetes, los pasteles de gloria (una mezcla de mazapán y yema), las tortas rellenas, los rollitos de anís, la coca boba, la tortada de Elche o el pan de higo, los pasteles de boniato (pastissets de moniato), etcétera. Entre los dulces se encuentran los helados, con gran variedad de sabores: turrón, leche merengada, limón, mantecado, etcétera. 
La toña o fogaseta (pan abizcochado, aromatizado con zumo de limón), es uno de los principales productos de la bollería alicantina, consumida en los desayunos. Son típicos además, con una masa parecida, el Roscón de Reyes y la Mona de Pascua, que es más pequeña que la toña, pero con un huevo cocido en el centro.
Son muy comunes en todas las panaderías todo tipo de tortas y cocas saladas, siendo fácil encontrar tortas de manteca, panes de aceite, torta de migas, así como cocas de verduras, de atún y cebolla, de sardina salada y tomate, y muchas otras. También son frecuentes las empanadillas, de pisto, atún, patata, etcétera.

## Bebidas
Una de las bebidas más populares es el licor de anís, siendo uno de los más famosos el anís paloma procedente de Monforte del Cid y que es obtenido por destilación de anís verde. Otro licor afamado en el norte de la provincia es el café licor (también llamado burret), cuyo consumo está muy ligado a las fiestas de moros y cristianos,  y consiste en un licor de café elaborado en las comarcas de la Hoya de Alcoy y el Condado de Cocentaina. En el terreno de las bebidas no alcohólicas están el agua de cebada y limón así como las horchatas de chufa. En Alcoy son muy populares los granizados de limón, tanto con cerveza (llamada entonces la mezcla mentira o mentireta)[cita requerida] como con cola (llamada la mezcla plis-play),[cita requerida] y el herbero, licor hecho con anís dulce y hierbas maceradas provenientes de la sierra Mariola. Algunas de estas bebidas quedan bajo la denominación de bebidas espirituosas tradicionales de Alicante.

### Vinos
La provincia de Alicante posee una producción vitivinícola con su denominación propia. Obtuvo la calificación de Denominación de origen en el año 1957. Las dos uvas autóctonas son la monastrell y la moscatel, se suelen cultivar en viñedos de altitud media de 600 metros sobre el nivel del mar. Entre los vinos que se destacan en la región es la mistela.
La principal comarca vinícola de la provincia es el Medio Vinalopó. En esta comarca se elabora un vino, que fue de los más apreciados en el mundo durante la Edad Media, y que es junto al jerez y el oporto uno de los tres únicos vinos[cita requerida] con nombre propio: el fondillón.